# 茨城県道221号飯岡石岡線

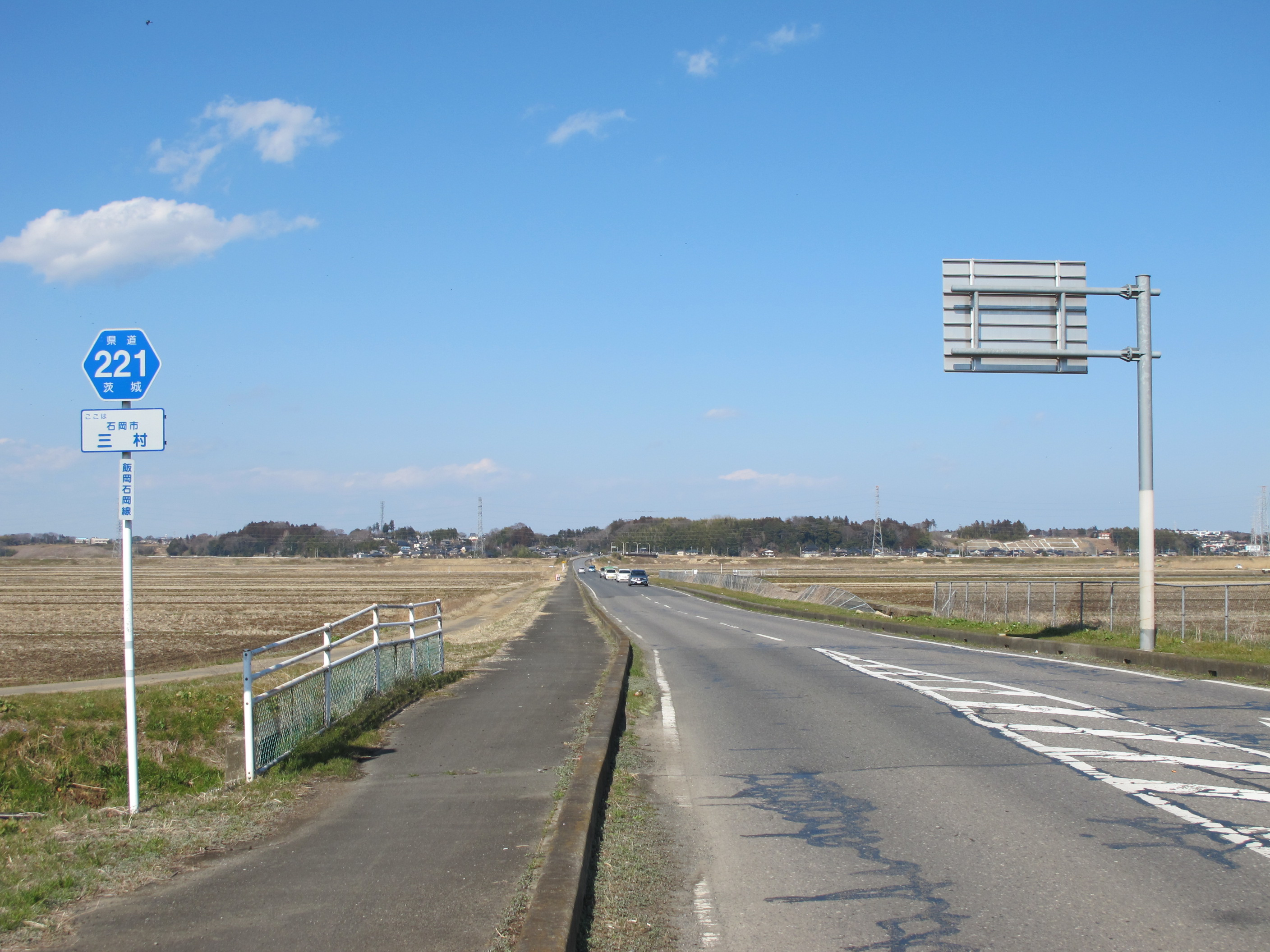
茨城県道221号飯岡石岡線
石岡市三村（2014年3月）

茨城県道221号飯岡石岡線（いばらきけんどう221ごう いいおかいしおかせん）は、茨城県かすみがうら市から石岡市に至る一般県道である。

## 概要
茨城県かすみがうら市宍倉の飯岡地区の茨城県道141号牛渡馬場山土浦線より分岐し、石岡市三村を経由して石岡市茨城（ばらき）2丁目の茨城県道118号石岡田伏土浦線に接続する一般県道である。

### 路線データ
- 起点：茨城県かすみがうら市宍倉（茨城県道141号牛渡馬場山土浦線交点、穴倉小東交差点）[1]
- 終点：茨城県石岡市茨城2丁目（茨城県道118号石岡田伏土浦線交点、茨木交差点）[1]
- 総延長：6.278 km[2]
- 重用延長：なし[2]
- 未供用延長：なし[2]
- 実延長：6.278 km[2]
- 自動車交通不能区間延長[注釈 1]：なし[2]

## 歴史
1959年（昭和34年）10月14日、新たな県道として新治郡出島村大字飯岡を起点とし、石岡市を終点とする区間を本路線とする県道飯岡石岡線として茨城県が県道路線認定した。
1995年（平成7年）に整理番号221となり現在に至る。

### 年表
- 1923年（大正12年）4月1日：現在の路線の前身である牛渡石岡線が路線認定される[3]。
- 1959年（昭和34年）10月14日
  - 現在の路線が路線認定される（図面対象番号304）[4]。
  - 道路の区域は、新治郡出島村大字飯岡の県道牛渡馬場山土浦線分岐から石岡市大字石岡の県道石岡田伏土浦線交点までと決定された[1]。
- 1982年（昭和57年）3月18日
  - 恋瀬川に架かる平和橋とその新道（1.685 km）を供用開始[5]。
  - 恋瀬川河川敷地の旧道区間（543 m）を廃止[6]。
- 1987年（昭和62年）12月10日：石岡市大字三村 - 大字中津川 - 大字北根本の旧道（計1.306 km）が指定解除され石岡市道へ降格[7]。
- 1995年（平成7年）3月30日：整理番号356から現在の番号（整理番号221）に変更される[8]。
- 2006年（平成18年）12月25日：石岡市中津川から同市国府7丁目（国道6号・恋瀬橋北交差点）までのバイパス（2.194 km）を新設する道路区域が決定する[9]。
- 2023年（令和5年）3月28日：バイパスのうち、石岡市中津川字下ノ田 - 同市石岡字三面寺下の一部区間を供用開始[10]。
- 2024年（令和6年）11月11日：バイパスのうち、石岡市石岡字田島下の一部区間を供用開始[11]。

## 路線状況
恋瀬川を渡河する平和橋付近の一部区間を除いて、ほぼ全線が1.5車線であり道路改良未整備のままである。石岡市中津川地区から終点・茨城県道118号石岡田伏土浦線までの現道は、幅員が狭く見通しが悪い屈曲部が多い。茨城県では、中津川地区から恋瀬川沿いに田園地帯を抜けて国道6号恋瀬橋北交差点に接続するバイパスの整備を進めている。 

### 道路施設
- 平和橋（恋瀬川、石岡市中津川）

## 地理

### 通過する自治体
- 茨城県
  - かすみがうら市 - 石岡市

### 交差する道路
- 茨城県道141号牛渡馬場山土浦線（かすみがうら市宍倉・起点）
- 恋瀬川自転車道
- 茨城県道118号石岡田伏土浦線（石岡市茨城・終点）

### 沿線
- JR常磐線
- 聖隷会センチュリー石岡（石岡市三村）